# Serge Arsenault
Pour les articles homonymes, voir Arsenault.
Serge Arsenault est un annonceur, animateur de télévision, journaliste, commentateur sportif et administrateur canadien.
Après avoir terminé ses études et obtenu un baccalauréat en Science politique de l'Université de Montréal en 1970, il a quitté Montréal pour aller commencer sa carrière comme animateur à la radio de Radio-Canada à Vancouver.  En 1973, il a été affecté à la télé de la SRC à Ottawa où il a notamment animé l'émission Cocorico. Puis, il a été associé à la Soirée du hockey de 1982 à 1988. Il a aussi été un des premiers animateurs de Génies en herbe.
Il a été président du Marathon de Montréal. 
Aujourd'hui il est propriétaire de Serdy Vidéo et du Canal Évasion.

## Honneurs
- 1981 - Prix Maurice-Richard